# Zé-do-ó
Zé-do-ó (nome científico: Roeboides myersii) é um peixe endêmico do Brasil da família dos caracídeos (Characidae).